# Cat5
Cat5 är en svensk electropopduo bestående av Christina Roos och Hanna Göransson, tidigare medlemmar i eurodiscotrion The Light Bulb Project. De har fått framgång med låten Sexy. Bandet har sedan några år tillbaka[när?] skivkontrakt med skivbolaget Service.

## Diskografi

### Album
- 2006 – Cat5

### Singlar
- 2005 – Play This Loud / Sexy
- 2006 – Stretch and bend / Men